# Tour du Limbourg (Belgique)
Pour les articles homonymes, voir Tour du Limbourg.
Le Tour du Limbourg (en néerlandais : Ronde van Limburg) est une course cycliste belge disputée dans le Limbourg. Créé en 1919, il a eu lieu annuellement de 1933 à 1994, à l'exception des années 1940, 1971 et 1991.
En 2012, la course revient et fait partie de l'UCI Europe Tour en catégorie 1.2. Dotée d'une organisation efficace, elle est promue en 2014 en catégorie 1.1.

## Palmarès

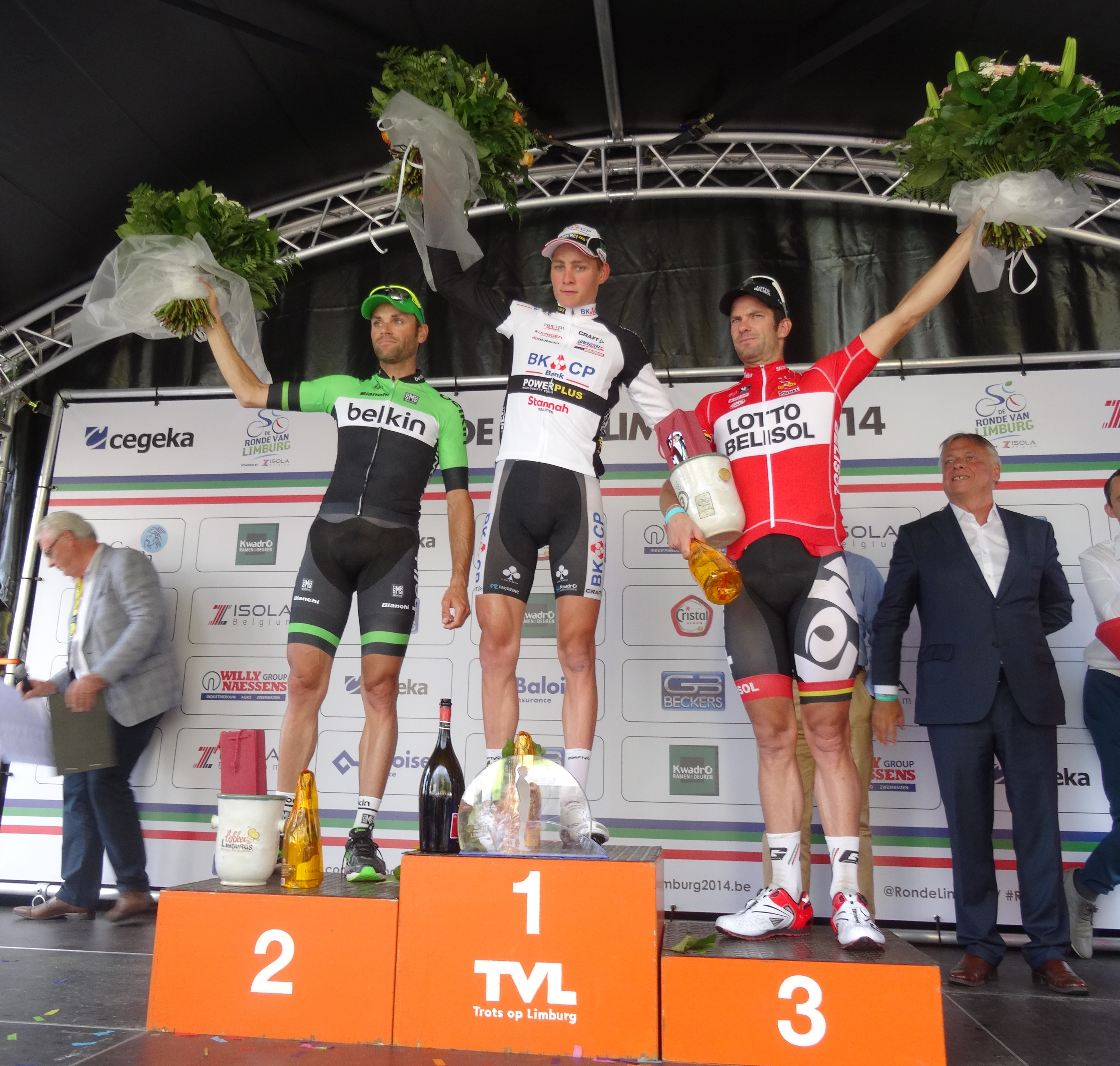
Podium de l'édition 2014 : Paul Martens (3e), Mathieu van der Poel (1er) et Gregory Henderson (3e).

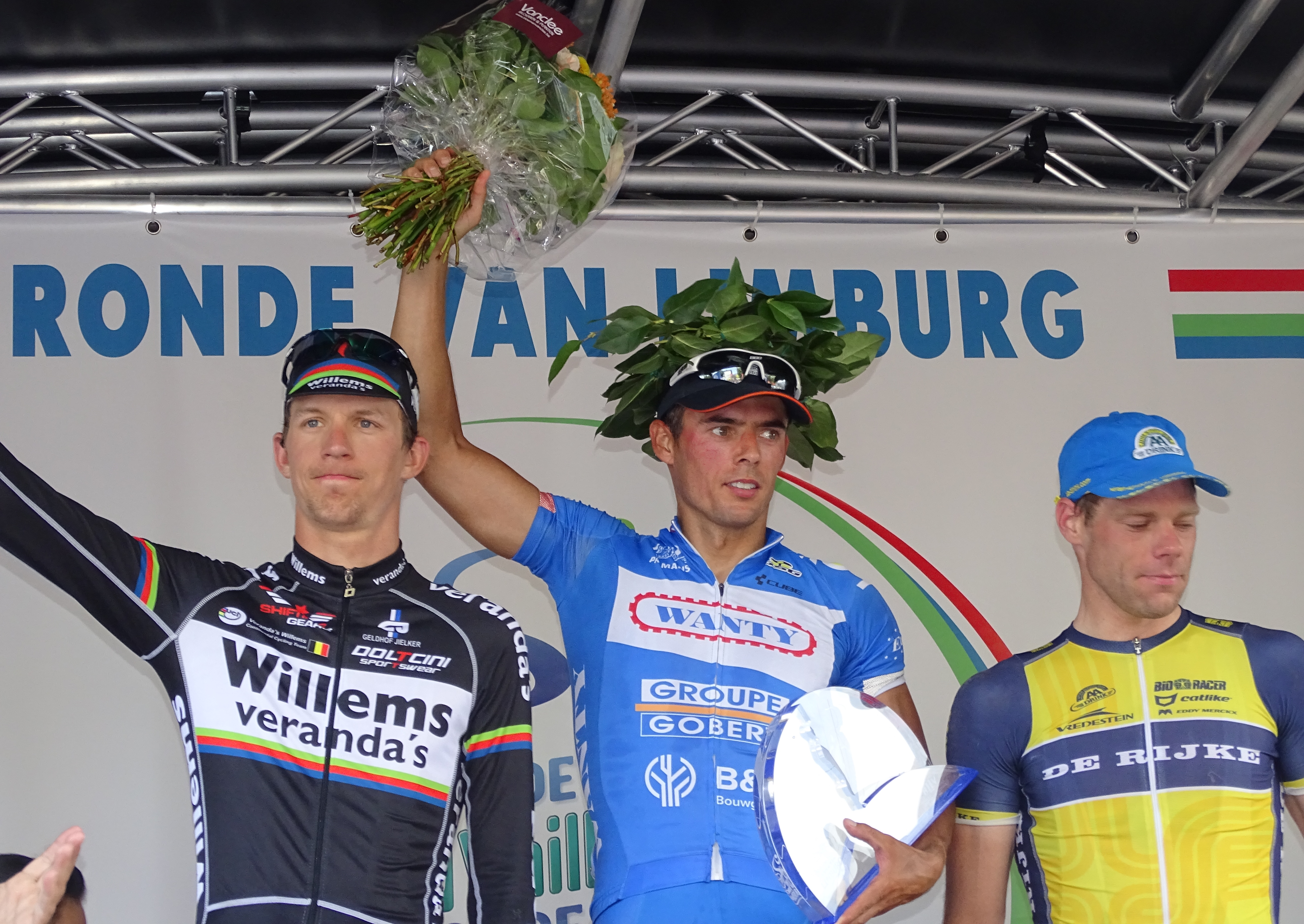
Podium de l'édition 2015 : Dimitri Claeys (2e), Björn Leukemans (1er) et Wouter Mol (3e).

| Année     | Vainqueur,             | Deuxième               | Troisième              |
| --------- | ---------------------- | ---------------------- | ---------------------- |
| 1919      | Henri Moerenhout       | Louis Budts            | Edmond Van Heyneghem   |
| 1920-32   | Pas de course          | Pas de course          | Pas de course          |
| 1933      | Frans Bonduel          | Alfons Deloor          | Maurice Croons         |
| 1934      | Louis Roels            | Odile Van Eenoghe      | Gustave Van Slembrouck |
| 1935      | Frans Van Hassel       | Jozef Huts             | Auguste Van Tricht     |
| 1936      | Michel D'Hooghe        | Marcel Van Schil       | Ernest Plackaert       |
| 1937      | Alfons Schepers        | Jozef Huts             | Mathieu Cardinaels     |
| 1938      | Jos Huts               | Edward Vissers         | Frans Gahy             |
| 1939      | Frans Spiessens        | Alberto T'Jolyn        | Marcel Claes           |
| 1940      | Pas de course          | Pas de course          | Pas de course          |
| 1941      | Albert Dubuisson       | Achiel Buysse          | Georges Claes          |
| 1942      | Gustaaf Van Overloop   | Achiel Buysse          | Eugène Jacobs          |
| 1943      | Marcel Kint            | Achiel Buysse          | André Declerck         |
| 1944      | Ernest Sterckx         | Sylvain Grysolle       | Edward Van Dijck       |
| 1945      | Éloi Meulenberg        | Leopold Verschueren    | Edward Van Dijck       |
| 1946      | Edward Van Dijck       | Roger Cnockaert        | Edward Peeters         |
| 1947      | Georges Claes          | Maurice Mollin         | Emile Goutier          |
| 1948      | Karel Leysen           | Constant Verschueren   | Leopold Verschueren    |
| 1949      | Rik Van Steenbergen    | Gérard Buyl            | Frans Leenen           |
| 1950      | Jean Bogaerts          | Edward Peeters         | Jacques Dupont         |
| 1951      | Henri Serin            | Lode Anthonis          | Joseph Verhaert        |
| 1952      | Roger Decorte          | Karel De Baere         | Ernest Sterckx         |
| 1953      | Gaston De Wachter      | Frans Loyaerts         | Jozef De Feyter        |
| 1954      | Edward Peeters         | Ludo Van Der Elst      | Jan Storms             |
| 1955      | Ernest Sterckx         | Charles Van Dormael    | Désiré Keteleer        |
| 1956      | Frans Schoubben        | Charles Van Dormael    | Jean Van Gompel        |
| 1957      | Willy Vannitsen        | Emile Severeyns        | Jan Huyskens           |
| 1958      | Roger Baens            | Jean Vermaelen         | Guillaume Hendrickx    |
| 1959      | Valeer Paulissen       | Gérard Vergossen       | Piet Van Den Brekel    |
| 1960      | Willy Vannitsen        | Frans Aerenhouts       | Georges Mortiers       |
| 1961      | Martin Van Geneugden   | Willy Schroeders       | Raymond Impanis        |
| 1962      | Peter Post             | Joseph Wouters         | Jozef Verachtert       |
| 1963      | Jos Wouters            | Jo de Haan             | Ludo Janssens          |
| 1964      | Jos Dewit              | Jozef Verachtert       | Lode Troonbeeckx       |
| 1965      | Georges Van Coningsloo | Reindert de Jong       | Roger De Coninck       |
| 1966      | Fernand Deferm         | Georges Van Coningsloo | Jean-Baptiste Claes    |
| 1967      | Edward Sels            | Theo Mertens           | Fernand Deferm         |
| 1968      | Leo Duyndam            | Patrick Sercu          | Alfons De Bal          |
| 1969      | Willy Vekemans         | Jos van der Vleuten    | Valere Van Sweevelt    |
| 1970      | Jan van Katwijk        | Georges Van Coningsloo | Raphaël Hooyberghs     |
| 1971      | Pas de course          | Pas de course          | Pas de course          |
| 1972      | Jozef Abelshausen      | Frans Verbeeck         | Raphaël Hooyberghs     |
| 1973      | Jozef Abelshausen      | Frans Verhaegen        | Jean-Pierre Berckmans  |
| 1974      | Frans Verbeeck         | Roger De Vlaeminck     | Bernard Bourguignon    |
| 1975      | Guido Van Sweevelt     | Cees Priem             | Walter Godefroot       |
| 1976      | Frans Van Looy         | Benny Schepmans        | Willem Peeters         |
| 1977      | Marcel Laurens         | Rik Van Linden         | Benny Schepmans        |
| 1978      | Willem Peeters         | Emiel Gijsemans        | Rudy Pevenage          |
| 1979      | Guido Van Sweevelt     | Gerrie Knetemann       | Dirk Heirweg           |
| 1980      | Daniel Willems         | Paul Wellens           | Jos Jacobs             |
| 1981      | Ludwig Wijnants        | Heddie Nieuwdorp       | Leo van Vliet          |
| 1982      | Werner Devos           | Jan Bogaert            | Fons De Wolf           |
| 1983      | Rudy Matthijs          | Henk Lubberding        | William Tackaert       |
| 1984      | Noël Dejonckheere      | Leo van Vliet          | Benny Van Brabant      |
| 1985      | Eric Vanderaerden      | Ron Snijders           | Jan Bogaert            |
| 1986      | Ad Wijnands            | Peter Hoondert         | Frank Van de Vijver    |
| 1987      | Wim Arras              | Jean-Paul van Poppel   | Willy Engelbrecht      |
| 1988      | Eric Vanderaerden      | Peter Pieters          | Willem Van Eynde       |
| 1989      | Jerry Cooman           | John Vos               | Eric Vanderaerden      |
| 1990      | Eddy Planckaert        | Benny Van Brabant      | Uwe Raab               |
| 1991      | Pas de course          | Pas de course          | Pas de course          |
| 1992      | Jans Koerts            | Jo Planckaert          | Benny Van Brabant      |
| 1993      | Patrick Van Roosbroeck | Hendrik Redant         | Danny Nelissen         |
| 1994      | Marc Wauters           | Stéphane Hennebert     | Frank Corvers          |
| 1995-2011 | Pas de course          | Pas de course          | Pas de course          |
| 2012      | Kevin Claeys           | Rick Zabel             | Klaas Vantornout       |
| 2013      | Olivier Chevalier      | Kevin Claeys           | Huub Duyn              |
| 2014      | Mathieu van der Poel   | Paul Martens           | Gregory Henderson      |
| 2015      | Björn Leukemans        | Dimitri Claeys         | Wouter Mol             |
| 2016      | Kenny Dehaes           | Tom Boonen             | Timothy Dupont         |
| 2017      | Wout van Aert          | Dorian Godon           | Gianni Vermeersch      |
| 2018      | Mathieu van der Poel   | Nacer Bouhanni         | Tim Merlier            |
| 2019      | Eduard-Michael Grosu   | Simone Consonni        | Lasse Norman Hansen    |
| 2020      | Pas de course          | Pas de course          | Pas de course          |
| 2021      | Tim Merlier            | Daniel McLay           | John Degenkolb         |
| 2022      | Arnaud De Lie          | Simone Consonni        | Danny van Poppel       |
| 2023      | Gerben Thijssen        | Caleb Ewan             | Stanisław Aniołkowski  |
| 2024      | Dylan Groenewegen      | Maurice Ballerstedt    | Arnaud De Lie          |
| 2025      | Milan Fretin           | Simon Dehairs          | Milan Menten           |